# ニュートピア
『ニュートピア』 (Neutopia) は、1989年11月17日に日本のハドソンから発売されたPCエンジン用のアクションロールプレイングゲーム。
主人公の勇者「フレイ」を操作し、悪魔「ラファエル」を倒して攫われたララン姫とメダリオンを奪還する事を目的としている。十字キーによる移動と、ワンボタンで繰り出される剣による攻撃が基本となっている。冒険を進めるごとに新たなアイテムを入手し、進める場所が増えていくのが特徴。
開発はハドソンが行い、ディレクターは『ドラえもん 迷宮大作戦』（1989年）にてプログラムを手掛けた和泉勇が担当、ゲーム・デザインは『カトちゃんケンちゃん』（1987年）を手掛けた安田圭吾と高津敏之、『うる星やつら STAY WITH YOU』（1990年）を手掛けた島田周樹が担当、音楽はファミリーコンピュータ用ソフト『サラダの国のトマト姫』（1988年）を手掛けた前野知常が担当している。
2007年にWii用ソフトとしてバーチャルコンソールにて配信された他、2010年にはPlayStation PortableおよびPlayStation 3用ソフトとしてPCエンジンアーカイブスにて配信、さらに2014年にはWii U用ソフトとしてバーチャルコンソールにて配信された。

## ストーリー
8つの「メダリオン」と聖なる姫「ララン」の力で守られた、平和な国「ニュートピア」。しかしある夜突然の雷鳴と共に現れた悪魔「ラファエル」が姫とメダリオンを奪い世界を闇に閉ざしてしまった。勇者「フレイ」はメダリオンを取り戻し、ララン姫を救い出すために立ち上がった。

## 登場人物
フレイ
世界を救うために現れた勇者。攻撃、防御、すばやさのバランスがいい。
闇の皇帝ラファエル
最終ステージで登場するボスキャラクター。
ララン姫
闇の皇帝ラファエルにさらわれたヒロイン。メダリオンの力を正しく導く。

## 移植版
本作は他のハドソン制作コンテンツ同様、現在はコナミデジタルエンタテインメント（KDE）が知的財産権（いわゆる版権）を保有している。このため、ユーザーが現在新規に購入出来るデータ商品およびPCエンジンmini版は、すべてKDEが販売元になっている。 
| No. | タイトル              | 発売日                                   | 対応機種                                                    | 開発元            | 発売元                       | メディア                                | 型式 | 備考                                                      |
| --- | --------------------- | ---------------------------------------- | ----------------------------------------------------------- | ----------------- | ---------------------------- | --------------------------------------- | ---- | --------------------------------------------------------- |
| 1   | ニュートピア          | 2007年5月1日 2007年8月20日 2007年8月24日 | Wii                                                         | ハドソン          | ハドソン                     | ダウンロード （バーチャルコンソール）   | -    | 2019年1月31日配信・販売終了                               |
| 2   | ニュートピア          | 2010年6月16日 2011年4月19日              | PlayStation Portable PlayStation 3 (PlayStation Network)    | ハドソン          | ハドソン ※ 現在はKDEより配信 | ダウンロード （PCエンジンアーカイブス） | -    |                                                           |
| 3   | ニュートピア          | 2014年4月16日 2017年3月2日               | Wii U                                                       | ハドソン          | KDE                          | ダウンロード （バーチャルコンソール）   | -    |                                                           |
| 4   | ニュートピア          | 2014年5月14日                            | Smart TV Box                                                | ハドソン          | KDE                          | クラウドゲーム (GameNow)                | -    |                                                           |
| 5   | ニュートピア          | 2014年5月29日                            | G-cluster                                                   | ハドソン          | KDE                          | クラウドゲーム （Gクラスタ）            | -    |                                                           |
| 6   | ニュートピア          | 2014年6月27日                            | ひかりTV STB                                                | ハドソン          | KDE                          | クラウドゲーム （ひかりTVゲーム）       | -    |                                                           |
| 7   | ニュートピア Neutopia | 2020年3月19日                            | PCエンジン mini TurboGrafx-16 mini PC Engine CoreGrafx mini | M2 ※ 移植開発担当 | KDE                          | プリインストール                        | -    | 日本版(PCエンジン版)と北米版（TurboGrafx-16版）を同時収録 |

## 開発
本作のゲームシステムやゲームデザインは、任天堂から発売されたファミリーコンピュータ ディスクシステム用ソフト『ゼルダの伝説』（1986年）に対する強いオマージュとなっている。発売時にゲーム誌などでの紹介では「類似している」とも評された。本作に関わっていないが当時ハドソンに在籍していた岩崎啓眞によれば、本作は開発の中心人物が「二人ともゼルダを崇拝していて『ゼルダのようなゲームをPCエンジンで作りたい』から始まった企画だった」と述べている。

## スタッフ
- ディレクター：和泉勇
- チーフ・プログラマー：金田孝司
- アシスタント・プログラマー：飛澤正人、こんどうとしろう
- チーフ・デザイナー：関口暁信
- グラフィック・デザイナー：東明彦、及川泰恵
- 音楽：前野知常
- サウンド・エフェクト：滝本利昭
- ゲーム・デザイナー #1：安田圭吾
- ゲーム・デザイナー #2：島田周樹
- ゲーム・デザイナー #3：高津敏之
- シナリオ・アドバイザー：荒井弘二、川田忠之
- サンクス：浦敏治、小山俊典
- スペシャル・サンクス：遠藤英俊

## 評価
- ゲーム誌『ファミコン通信』の「クロスレビュー」では7・7・8・5の合計27点（満40点）[9]、『月刊PCエンジン』では85・90・75・85・85の平均84点（満100点）、『マル勝PCエンジン』では7・7・8・7の合計29点（満40点）、『PC Engine FAN』の読者投票による「ゲーム通信簿」での評価は以下の通りとなっており、22.33点（満30点）となっている[1]。また、この得点はPCエンジン全ソフトの中で140位（485本中、1993年時点）となっている[1]。同雑誌1993年10月号特別付録の「PCエンジンオールカタログ'93」では、本作が4つの世界を冒険する壮大なストーリーである事を指摘した上で、経験値が存在しない事が本作の特徴であるとし、「単調な経験値稼ぎの繰り返しにうんざり、ということもなくなった」と肯定的に評価した[1]。

| 項目 | キャラクタ | 音楽 | 操作性 | 熱中度 | お買得度 | オリジナリティ | 総合  |
| 得点 | 4.13       | 3.84 | 3.85   | 3.94   | 3.72     | 2.85           | 22.33 |

- ゲーム本『懐かしゲーム機大百科 PCエンジン完全ガイド 1987-1999』では、『ゼルダの伝説』に類似したゲームシステムである事を指摘した上で、同作と比較して破壊できる壁が明確にされている点や所持できるコインの数が多い事などから「初心者でも楽しめるように難易度調整していて遊びやすい」と肯定的に評価した[16]。

## 続編
- ニュートピアII（1991年）

## 攻略本
- 『ニュートピア 必勝攻略法　フレイの章』（1989年12月1日発売 双葉社） ISBN 4575151491